# NBC

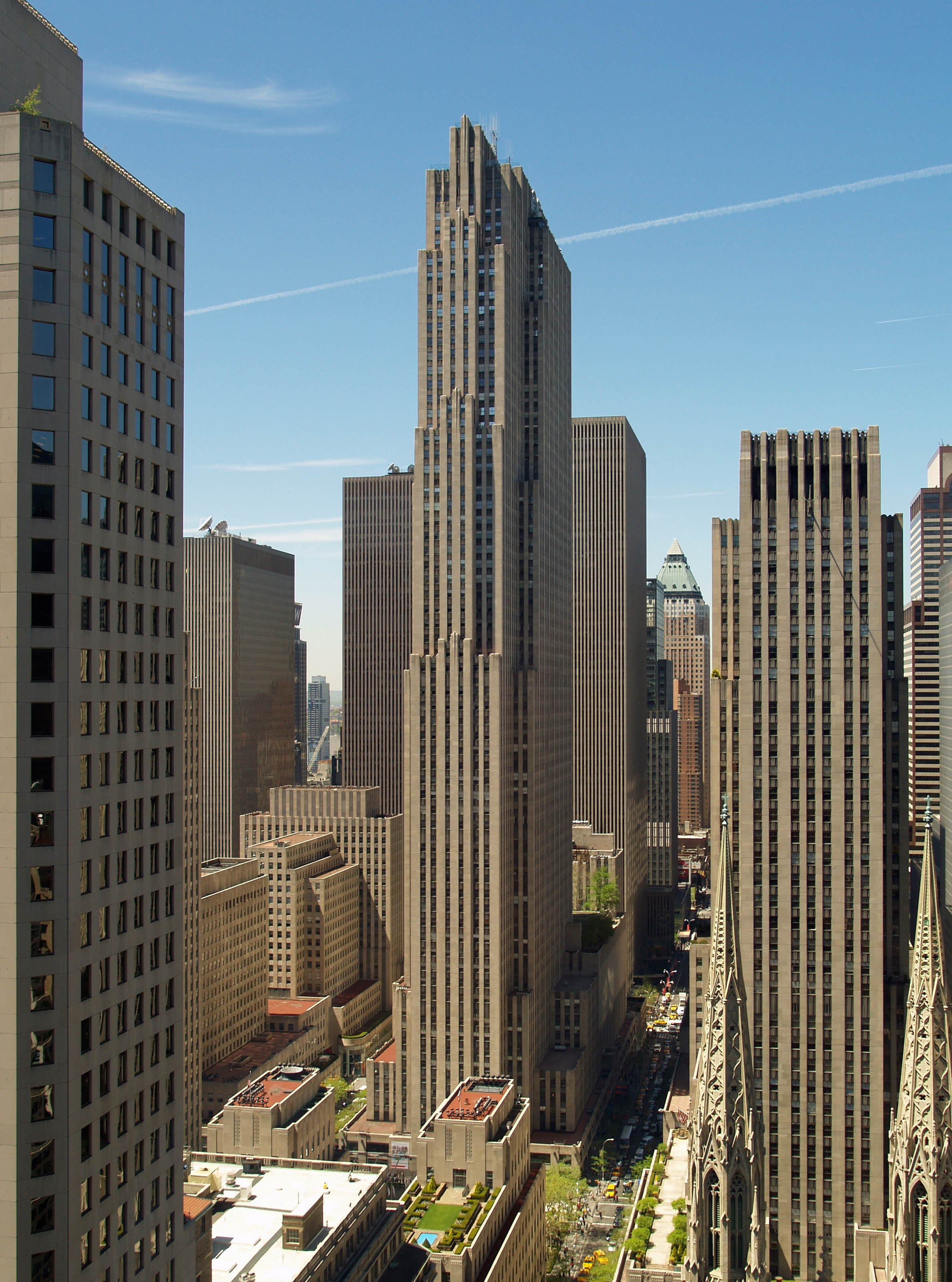
NBC本社の置かれているコムキャスト・ビルディング

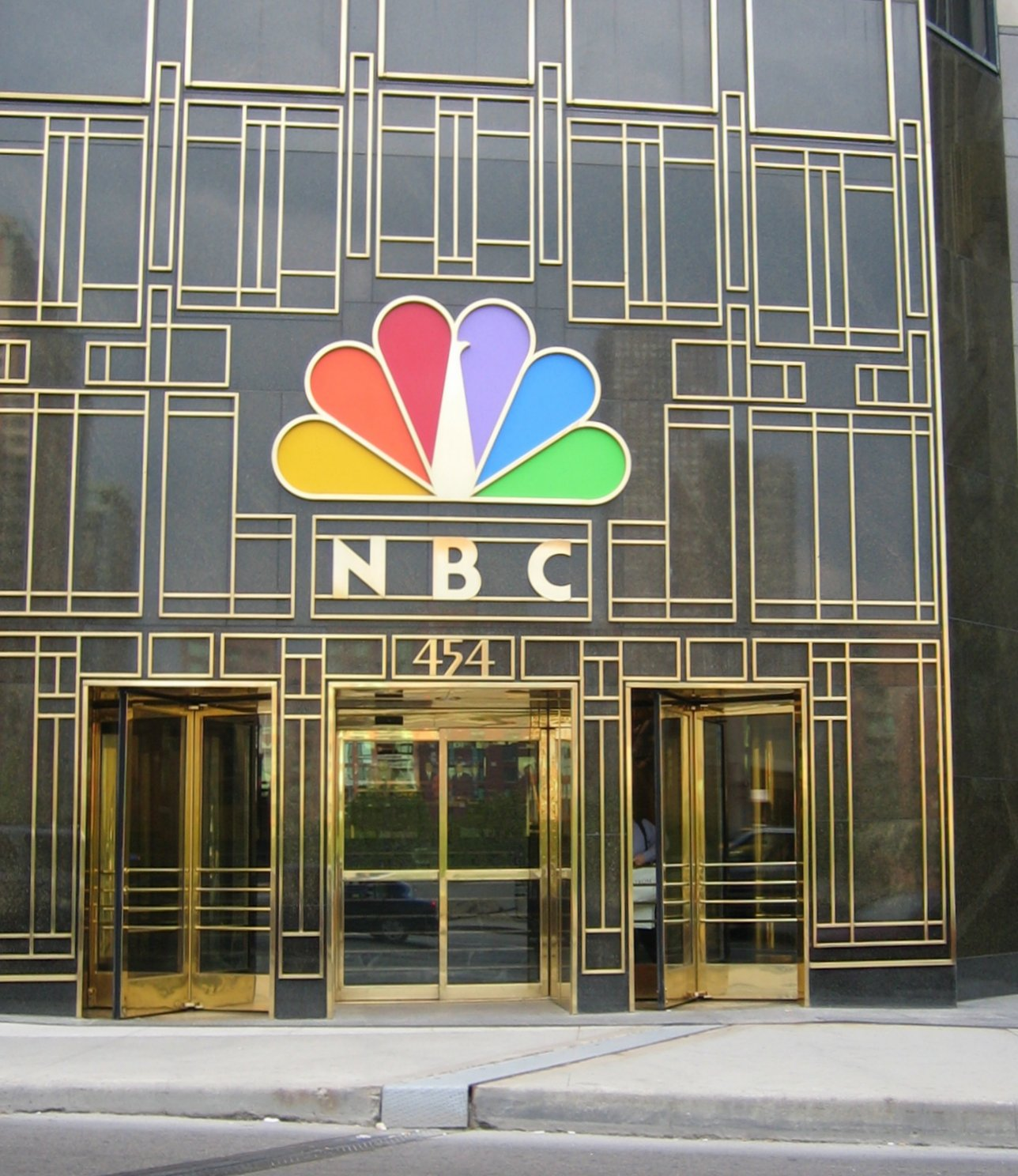
NBC（シカゴ）

ナショナル・ブロードキャスティング・カンパニー （英語: National Broadcasting Company、NBC） は、アメリカ合衆国の三大ネットワークのひとつで、NBCユニバーサルグループの主体となる企業である。ネットワークの本部はニューヨーク・マンハッタンのロックフェラー・センター（コムキャスト・ビルディング）に置かれている。

## 沿革

### ラジオ時代
- 1926年 RCAの子会社として設立され、2つのネットワーク（NBC Red networkとNBC Blue network）で運営する。
- 1939年 テレビ試験放送開始。
- 1940年 連邦通信委員会がWEAFチェーンを独占行為で起訴。NBC 側敗訴により、NBC Red network がNBC Red Network, Inc.、また、NBC Blue network がNBC Blue Network, Inc.と2社に分割される。赤ネットは以前AT&T 所有であったネットワークをRCA が買収した事業。青ネットはRCA が独自に開拓したネットワーク事業。
- 1941年7月1日 世界で初めてテレビ本放送開始（米CBSと同時）。
- 1943年 親会社「RCA」がNBC Blue Network, Inc.をエドワード・ジョン・ノーブルに売却し、社名をThe Blue Network, Inc.と改称し、ネットワーク名を「アメリカン・ブロードキャスティング・カンパニー（ABC）」とする。
- 1953年10月30日 世界初のNTSC方式によるカラー試験放送を開始。

### テレビ時代
- 1954年1月23日 世界初のカラー本放送を開始（NTSC方式）。
- 1958年3月　世界初のテレビジョンでの1波によるステレオ音声放送（従来のモノラル音声放送との両立性がある独自方式）を行う（カラー放送のペリー・コモ・ショーにて）。
- 1958年4月 世界で初めて2インチのカラーVTRが導入される。
- 1966年9月 再放送を除く放送番組が全部カラー放送になる（ABC、CBSも同時）。
- 1978年 視聴率低迷を打破するために同業のABCテレビ社長であったフレッド・シルバーマンをヘッドハンティングして社長に据える[3]が、翌年からのテレビドラマが不発に終わる。
- 1986年 親会社「RCA」がゼネラル・エレクトリックに買収されたため、ゼネラル・エレクトリックの傘下となる。
- 1987年 NBCのラジオ部門が、ウエストウッド・ワン社に売却される（3大ネットワークのうち、初めてラジオネットワークから撤退することとなる）。
- 1995年 2000年から2008年までのオリンピックのアメリカ国内における独占放映権を総額35億ドルで獲得（2003年には2012年までの独占放映権も獲得、さらに2032年大会までとユースオリンピックの放映権を獲得[4][5]）。
- 2004年 ヴィヴェンディ・ユニバーサル・エンタテインメント（ヴィヴェンディ・ユニバーサルの娯楽部門で、映画会社「ユニバーサル・スタジオ」が属す）と合併し、NBCユニバーサルを設立する。
- 2009年 テレビの旧アナログ放送終了、デジタル放送へ完全移行。

## 備考

### ロゴマーク

チャイムに使われたシロホンをイメージした旧ロゴマーク（1954–1959）
ピーコックロゴと平行して使用された「スネークロゴ」（1959–1975）
一時期使われた「Nロゴ」（1975–1979）
オリジナルのワードマークが付いた色付きの孔雀が象徴する NBC のロゴ。（1986–2011）
変更されたワードマークが付いた色付きの孔雀によって象徴される NBC のロゴ。（2013–2022)

- ロゴマークは7色（6色の尾羽根＋白色の首）のクジャクをイメージしている。カラー放送開始後の1956年に初めて使われており、その後は使用されない時期もあったが、1986年にNBCの創立60周年を記念して作られたマークが現在まで使用されている。そのため、NBCを指す別称として“Peacock”（ピーコック。クジャクの英語名）という呼び名が使われることもある。
- 日本国内でも、NBCの子会社で経済ニュース専門チャンネルのCNBCが日本経済新聞社との提携で放送している「日経CNBC」のチャンネルロゴや大阪市のユニバーサル・スタジオ・ジャパン[注釈 1]内の施設「ピーコック・シアター」で使用している[6][7]。

### チャイム
- ロゴマークとともに有名なものが、NBCチャイム（NBC Chimes、英語版）と呼ばれる三つの音高からなるチャイム。1931年にNBCのラジオ放送において、ネットワークとローカル放送の切り替えの合図として採用された。1947年には米国特許商標庁から初めて音声商標として認められており[8]、現在でもNBCのネットワークで放映される番組や、直営・加盟局のニュース番組の音楽など、あらゆる場面で使われている。

### オリンピック・パラリンピック
- NBCは1964年に日本で行われた東京大会で、初めてオリンピックの放映権を獲得した。2020年現在、1988年に大韓民国で行われたソウル大会以降の夏季オリンピックと、2002年にアメリカ合衆国で行われたソルトレークシティ大会以降の冬季オリンピックの全ての開催をパラリンピック大会を含めアメリカ国内に於いて独占放送しており、2036年夏季オリンピックまでの放映権を保持している[4][9][10]。
- オリンピック期間中はNBCやテレムンドの地上2波を始め、NBCユニバーサル傘下のケーブルテレビ向けチャンネル6局[注釈 2]、同社が運営している定額制動画配信サービスのPeacockにて放送や配信が行われる[12]。また、朝の情報番組『トゥデイ』など、NBCの人気番組を開催地からの生中継で放送することがある[4]。
- なお、NBCが国際オリンピック委員会（IOC）に支払う放映権料が巨額であり（上記総額7800億円）、IOCの収益の4割近くがNBCからの放映権料からきているという報道もある。そのような経緯から、NBCはIOCに対して強い発言力を持っており、NBCの意向がオリンピックの大会運営や各競技の開始時間を左右することが度々あるため、出場選手やスポーツファンから批判が出ることも少なくない。2021年に行われた東京大会の酷暑の中での開催についてもNBCの意向[注釈 3]が大きかったとされる[13][14][15][16]。
- 2021年5月7日、Amazonが提供するライブストリーミング配信プラットフォームTwitchと提携し、Twitch上で2020年東京オリンピックを配信すると発表した[17]。
- 2021年7月24日、中国のニューヨークの中国総領事館（中国語版）は、2020年東京オリンピックの開会式の中継でNBCが台湾を含まない中国の地図を画面上に映したとして抗議する声明を発表した[18]。NBCはこの地図を中国選手団が入場する際に表示したが、中国のニューヨークの中国総領事館（中国語版）は「不完全な地図」により「中国人民の尊厳と感情を傷つけた」と主張しており[18]、中国共産党の機関紙『人民日報』傘下の『環球時報』は、NBCに対する批判は「合理的だ」と主張している[18]。